# Терцо ди Акуилея
Тѐрцо ди Акуилѐя (на италиански: Terzo di Aquileia, може да се намира често и неофициалната форма Terzo d'Aquileia, Терцо д'Акуилея на фриулски: Tierç, Тиерч) е малко градче и община в Северна Италия, провинция Удине, автономен регион Фриули-Венеция Джулия. Разположено е на 5 m надморска височина. Населението на общината е 2900 души (към 2010 г.).